# 徐應豸
徐應豸（1581年9月30日—1619年），號木公，浙江衢州府西安縣人，明朝政治人物。

## 生平
萬曆四十三年（1615年）中舉人，四十七年（1619年）成進士，工部觀政，很快在北京去世，臨終前嘆息說：「天乎何奪吾年之迫也！」死後無子，以堂兄、萬曆二十五年舉人徐應皐次子徐鍾會繼嗣。

## 家族
曾祖恩賜冠帶徐澗，祖父鄉飲介賓徐一模，父親貢生徐日達。

## 引用
1. 1 2  嘉慶《西安縣志·卷二十六·選舉》：進士……萬歷四十七年己未莊際昌榜 徐應豸 主事……舉人……萬歷四十三年乙卯科……徐應豸 八十名，己未進士
2. ↑  《萬曆四十七年己未科進士履歷》：徐應豸，木公，禮二房，壬辰九月初四日生。西安县人，乙卯八十名，会一百九十名，三甲二百四十八。工部政。曾祖涧，寿官。祖一模，生员。父日達，贡生。
3. ↑  《西河徐氏宗譜·卷七·第五支世系》：澗 字淵之，行愷十九即華五，恩賜冠帶…… 一模 字適菴，行賢十三，邑庠生、鄉飲介賓生…… 日進 字濲賓，行四，拔貢、候選知縣…… 應皐 字元徵，原名應龍，行一，萬厯丁酉舉人，例贈文林郎…………日達 字上鄉，行八，貢生，例贈文林郎…… 應豸 行十二，萬厯乙卯舉人，己未進士，工部觀政，例贈文林郎。萬厯辛巳年九月初四生，卒於京，臨終嘆曰：「天乎何奪吾年之迫也！」娶　氏，生終葬處俱失考，應皐次子鍾會繼